# Hanek z Chełmu
 Hanek z Chełmu  Chełmski herbu Ostoja (zm. przed 1397 r.) – dziedzic Chełmu (dziś część Krakowa), właściciel części Woli Chełmskiej, Swoszowic i Kantorowic.

## Życiorys
Hanek z Chełmu był synem Jana. W 1388 wziął w zastaw od Piechny ze Swoszowic część tej wsi za 24 grzywny. Następnie, tego roku, kupił od Staszka Pirki ze Skalbmierza za 22 grzywny inne części w Swoszowicach i wziął kolejne dwie części tej wsi w zastaw za 5 grzywien. Kupił też od Marcina z Modlnicy część w Woli Chełmskiej, za którą zapłacił za 100 grzywien. W 1394 roku wziął w zastaw od Paszka z Barućwierdzy za 500 grzywien część Kantorowic, którą rok później kupił za 500 grzywien groszy polskich. Hanek był żonaty z Katarzyną (zm. 1427). Miał kilkoro dzieci: Piotra, Imrama, Jana, Hinka, Mikołaja, Jakuba, Grzegorzanę i Annę. Hanek z Chełmu zmarł przed 1397 rokiem. Po jego śmierci majątkiem zarządzała małżonka Katarzyna, znacznie go powiększając. W latach 1398–99 kupiła kolejne części Swoszowic od Piotra z Jakuszowic za 26 grzywien, od Mikołaja ze Swoszowic za 22 grzywny oraz od sióstr Wichny i Matisowej ze Swoszowic za 20 grzywien. W roku 1403 Katarzyna kupiła połowę Kaczkowic i Łęgu od Hanki, wdowy po Paszku z Dębicy, Elżbiety, żony Andrzeja z Niegosławic i Kachny, zakonnicy w klasztorze św. Andrzeja w Krakowie, za 200 grzywien.